# Oštarije
Oštarije är en ort i Kroatien.   Den ligger i länet Karlovacs län, i den centrala delen av landet, 90 km sydväst om huvudstaden Zagreb. Oštarije ligger 314 meter över havet och antalet invånare är 1 414.
Terrängen runt Oštarije är huvudsakligen kuperad, men den allra närmaste omgivningen är platt. Runt Oštarije är det ganska tätbefolkat, med 65 invånare per kvadratkilometer. Närmaste större samhälle är Ogulin, 5,8 km nordväst om Oštarije. Omgivningarna runt Oštarije är en mosaik av jordbruksmark och naturlig växtlighet.